# Jean Baptiste Plauché

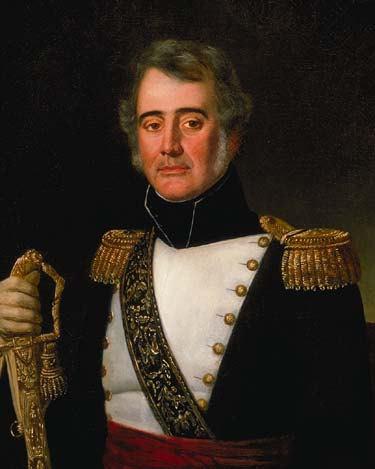
Jean Baptiste Plauché

Jean Baptiste Plauché (* 28. Januar 1785; † 2. Januar 1860) war ein US-amerikanischer Politiker. Zwischen 1850 und 1853 war er Vizegouverneur des Bundesstaates Louisiana.

## Werdegang
Weder Plauchés Geburts- noch sein Sterbeort sind überliefert. Auch über seine Jugend und Schulausbildung gibt es keine Angaben. Während des Britisch-Amerikanischen Krieges war er Major der Miliz der Stadt New Orleans. In dieser Eigenschaft nahm er Anfang 1815 auch an der von General Andrew Jackson geführten Schlacht von New Orleans teil. Später wurde er Offizier der Staatsmiliz (Louisiana Legion), in der er es bis zum Brigadegeneral brachte.
Erst im Jahr 1850 trat er politisch in Erscheinung. Damals wurde er an der Seite von Joseph Marshall Walker als Unabhängiger zum Vizegouverneur des Staates Louisiana gewählt. Dieses Amt bekleidete er zwischen 1850 und 1853. Dabei war er Stellvertreter des Gouverneurs und Vorsitzender des Staatssenats. Er starb am 2. Januar 1860. Mit seiner Frau Mathilde St. Amand hatte er sieben Kinder.